# Țibănești
Țibănești è un comune della Romania di 8 003 abitanti, ubicato nel distretto di Iași, nella regione storica della Moldavia.
Il comune è formato dall'unione di 8 villaggi: Glodenii Gândului, Griești, Jigoreni, Răsboieni, Recea, Țibănești, Tungujei, Vălenii.